# Szatmárudvari
Szatmárudvari település Romániában, Szatmár megyében, Szatmárnémetitől keletre.

## Története
Szatmárudvari (Udvari) nevét 1214-ben említették először az oklevelek Vduori néven, 1380-ban  Vduari, 1463-ban Odvary, 1491-ben pedig Wdwary formában írták nevét. 1380-ban a Pok nemzetséghez tartozó Meggyesi Simon bán fiának, János mesternek birtoka volt. 1491-ben Szinér vár tartozékának írták, a későbbiekben a Szinéri uradalomhoz tartozott, s annak sorsában osztozott. 1500-ig a Morocz család tagjaié, majd a Báthoryaké lett. A 17. században a Bethlen és a Rákóczi-családé volt.
A 18. században több birtokosé volt: a gróf Teleki, báró Wesselényi, Iklódy, Kastal, Malatinszky, Gáspár, Lónyay, Becsky, Darvay, Matay, Nagy, Katra, Dombrády, Putnoki és Szigeti családok birtoka volt.
Az 1800-as évek elején pedig a felsoroltakon kívül még az Egei, Szeőke, Sipos, Madaras, Buday, Szilágyi, Pap, Szabó és Rácz családok is birtokot szereztek itt. A 20. század elején Domahidy Sándornak és Szeőke Barnának és Sándornak volt nagyobb birtoka.
Szatmárudvari egykor nagyobb község volt református magyar lakosokkal. Református magyarsága a XVII. században fogyatkozott meg, helyükre oláhok költöztek be. 1907-ben nagy tűzvész volt a településen, ahol majdnem az egész falu leégett.
A település határához tartozott Gombás erdő egy része is. 1549-ben azt hozzá is itélték.
1910-ben 1849 lakosából 1565 magyar, 280 román volt.
2002-ben 4483 lakosából 3221 román, 1079 magyar, 163 cigány volt.